# Frank Dixon (zawodnik lacrosse)
Francis Joseph „Frank” Dixon (ur. 1 kwietnia 1878 w St. Catharines, zm. 29 listopada 1932 tamże) – kanadyjski zawodnik lacrosse.
Na igrzyskach olimpijskich w 1908 w Londynie wraz z kolegami zdobył złoty medal.
Zginął w 1932 w wypadku samochodowym.